# Atalaya sericopetala
Atalaya sericopetala är en kinesträdsväxtart som beskrevs av Sally T. Reynolds. Atalaya sericopetala ingår i släktet Atalaya och familjen kinesträdsväxter. Inga underarter finns listade i Catalogue of Life.